# Voltaje del núcleo de la CPU
El voltaje del núcleo de la CPU (o VCORE) es el voltaje de la electricidad suministrada a la CPU (el cual es un circuito digital), a la GPU o a otro dispositivo que contiene un núcleo de procesamiento. La cantidad de energía que usa la CPU, y por lo tanto la cantidad de calor que disipa, es el producto entre el voltaje y la corriente. En las modernas CPU, las cuales utilizan CMOS, la corriente es casi proporcional a la frecuencia de reloj y el consumo eléctrico entre ciclos es cercano a cero (ver conducción subumbral.)
Para ahorrar energía y controlar la temperatura, muchos procesadores de computadoras portátiles y de escritorio poseen la característica de power management que permite al software (usualmente el sistema operativo) ajustar la velocidad del reloj y el voltaje en forma dinámica.
La tendencia es utilizar voltajes de núcleo bajos ya que ahorran energía. Esto presenta a los diseñadores de CMOS un reto, debido a que en CMOS las tensiones van a masa y los terminales de suministro de voltaje, fuente, compuerta y drenaje de los FET tienen sólo voltaje alto o voltaje cero a través de ellos.
La fórmula MOSFET: {\displaystyle \,I_{D}=k((V_{GS}-V_{tn})V_{DS}-(V_{DS}/2)^{2})} dice que la tensión {\displaystyle I_{D}} suministrada por el FET es proporcional a la tensión compuerta-fuente reducida por una tensión de umbral {\displaystyle V_{tn}} el cual es dependiente de la forma geométrica del canal y la compuerta del FET y de sus propiedades física, especialmente la capacitancia. Con el fin de reducir el {\displaystyle V_{tn}} (necesario tanto para reducir la tensión de entrada como para incrementar la corriente) uno debe incrementar la capacitancia. Pero, la carga manejada es en la práctica otra compuerta FET. La tensión necesaria para manejar esta es proporcional a la capacitancia, la cual requiere, por lo tanto, mantenerla en niveles bajos.
La tendencia a la tensión de alimentación baja, por tanto, va en contra del objetivo de alta velocidad de reloj. Sólo mejoras en la fotolitografía y una reducción en voltaje de umbral permiten mejorar ambos. Por otro lado, la fórmula que se muestra arriba es para los MOSFET de canal largo. Con el área de los MOSFET reduciéndose a la mitad cada 18 a 24 meses (ley de Moore), la distancia entre dos terminales del interruptor MOSFET hace que el largo del canal sea cada vez más y más pequeño. Esto cambia la naturaleza de la relación entre la corriente y la tensión de los terminales.
Cuando un procesador es overclockeado su velocidad de reloj se incrementa a costa de la estabilidad del sistema. Para soportar velocidades de reloj más altas, el voltaje del núcleo a menudo necesita incrementarse a costa del consumo de energía y la disipación de calor. Esto es conocido como sobrevoltaje. Esta práctica implica hacer funcionar al procesador por fuera de sus especificaciones, lo cual puede producir daños o acortar la vida útil de la CPU.